# Eleições parlamentares europeias de 1996 (Áustria)
As eleições parlamentares europeias na Áustria de 1996, realizadas a 13 de Outubro, serviram para eleger os 21 deputados para o Parlamento Europeu. Estas foram as primeiras eleições europeias na Áustria, desde a adesão deste país à União Europeia, em 1995.

## Resultados Oficiais
| Partido                 | Partido                       | Votos     | %               | Deputados |
| ----------------------- | ----------------------------- | --------- | --------------- | --------- |
|                         | Partido Popular               | 1 124 921 | 29,65 / 100,00  | 7 / 21    |
|                         | Partido Social-Democrata      | 1 105 910 | 29,15 / 100,00  | 6 / 21    |
|                         | Partido da Liberdade          | 1 044 604 | 27,53 / 100,00  | 6 / 21    |
|                         | Os Verdes - Alternativa Verde | 258 250   | 6,81 / 100,00   | 1 / 21    |
|                         | Foro Liberal                  | 161 583   | 4,26 / 100,00   | 1 / 21    |
|                         | Os Neutrais                   | 48 600    | 1,28 / 100,00   | 0 / 21    |
|                         | Outros                        | 50 277    | 1,33 / 100,00   | 0 / 21    |
| Votos inválidos         | Votos inválidos               | 134 393   | 3,42 / 100,00   |           |
| Total                   | Total                         | 3 928 538 | 100,00 / 100,00 | 21 / 21   |
| Eleitorado/Participação | Eleitorado/Participação       | 5 800 377 | 67,73 / 100,00  |           |
| Fonte                   | Fonte                         | [ 1 ]     | [ 1 ]           | [ 1 ]     |